# Charlie Singleton
Charlie Singleton (* um 1930 in Kansas City, Missouri) ist ein ehemaliger US-amerikanischer Jazz- und Rhythm-&-Blues-Musiker (Alt- und Tenorsaxophon, auch Gesang).

## Leben und Wirken
Singleton besuchte die Lincoln Highschool und hatte Unterricht bei Charlie Parkers Musiklehrer Leo Davis. 1949 entstanden  in New York City erste Plattenaufnahmen unter eigenem Namen für das R&B-Label Apollo, Ende des Jahres für das Star-Label, an denen u. a. Jackie McLean, Charlie Parker (alias Chan) und Gildo Mahones mitwirkten. In den frühen 1950er-Jahren leitete er eine eigene Studio-Formation, der in wechselnden Besetzungen u. a. Eddie Barefield, Lou Donaldson, Jesse Drakes, Big John Greer, Jimmy Neely, Herbie Nichols und Lucky Thompson angehörten. In dieser Zeit spielte er eine Reihe von Singles wie „Elephant Rock“, „Pyramid“ und „These Foolish Things“ für Saturn, Atlas, Sunset und Decca ein. Daneben entstanden in dieser Zeit Aufnahmen mit dem Sänger Joseph August, den Budd Johnson All Stars (u. a. mit Howard McGhee, J. J. Johnson und Oscar Pettiford). In Paris nahm er 1955 (Club Session With Charlie Singleton) mit Bernard Hulin, Charles Verstraete, André Persiany, Eddie de Haas und Reggie Jacobson auf. In den frühen 1960er-Jahren entstanden letzte Aufnahmen für Camden und Chase, an denen u. a. Sam „The Man“ Taylor, Kenny Burrell, Wally Richardson, Everett Barksdale und Sticks Evans beteiligt waren. Im Bereich des Jazz war er von 1949 bis 1963 an 23 Aufnahmesessions beteiligt.

## Diskographische Hinweise
- Charlie Singleton: The Chronological (1949–53) (Classics)